# Yingcheng (köpinghuvudort i Kina, Hubei Sheng, lat 30,37, long 112,20)
Yingcheng (kinesiska: 郢城镇) är en köpinghuvudort i Kina. Den ligger i provinsen Hubei, i den centrala delen av landet, omkring 200 kilometer väster om provinshuvudstaden Wuhan. Antalet invånare är 42 392. Befolkningen består av 20 860 kvinnor och 21 532 män. Barn under 15 år utgör 11,0 %, vuxna 15-64 år 81 %, och äldre över 65 år 6,0 %.
Runt Yingcheng är det tätbefolkat, med 709 invånare per kvadratkilometer. Närmaste större samhälle är Jingzhou, 2,2 km söder om Yingcheng. Trakten runt Yingcheng består till största delen av jordbruksmark.
Genomsnittlig årsnederbörd är 1 247 millimeter. Den regnigaste månaden är maj, med i genomsnitt 183 mm nederbörd, och den torraste är december, med 19 mm nederbörd.